# پیتیویه
پیتیویه‌ (به فرانسوی: Pithiviers) یک نوع پای است که از قرار دادن کرم بادام در داخل خمیر هزار لا درست می‌شود. این پای وقتی بریده شود به تاج شاه شباهت دارد به همین جهت هنگامیکه بر روی این پای طرحی تاج مانند گذاشته شود به نام کیک پادشاه نامیده می‌شود. رسم است که کیک پادشاه در روز ششم ژانویه خورده شود.